# Batu Ampar (Sirah Pulau Padang)
Batu Ampar is een bestuurslaag in het regentschap Ogan Komering Ilir van de provincie Zuid-Sumatra, Indonesië. Batu Ampar telt 1936 inwoners (volkstelling 2010).